# Eddy Moreno
Eddy Moreno, född 1915 död 1983, var en kapverdiansk musiker. Eddy Moreno är ett artistnamn, hans egentliga namn var Adolfo de Jon Xalino, från släkten Xalino. Hans mest kända verk är hitlåtarna Arriola och Grandeza som båda gavs ut 1981 på skivan Nos Festa. En ny version av låten Grandeza finns med på Morenos brorson Val Xalinos skiva Grandeza som gavs ut år 2004.
Eddy Moreno var den första att spela in musikstilen sanjon på skiva. Denna låt är en av låtarna på skivan Nos Festa och han döpte låten till just Sanjon.

## Karriär
Eddy Moreno började sin karriär som skådespelare och var en av de mest kända i Mindelo på Kap Verde när det kom till musik och teater. Efter en lång tid som skådespelare gled han in mer och mer på musikbanan och kom att bli en av pionijärerna i kapverdiansk musikhistoria.
Med hitlåten Arriola markerade han även en ny epok i den kapverdianska musikhistorien som den första rapparen, vilket musikern Paulino Vieira påpekat i flera intervjuer.
I Mindelos innerstad var Moreno känd som underhållare på 1950- och 1960-talet med traditionell coladera- och mornamusik. I kretsen omkring honom ingick bland andra artisterna Djuta Silva, Armando de Jon Xalino, Eduardo de Jon Xalino samt sönerna Xante Xalino och Zuca Xalino.
Eddy Moreno växte upp och bodde i det omtalade huset i Mindelo där de flesta musiker och artister på 1940-1970-talet fick sin musikaliska utbildning. Han bodde på Rua de Moeda 35. Hit kom på denna tid alla Kap Verdes storheter. Några av de som startade sina karriärer här är Cesaria Evora (som då var flickvän till Eduardo de Jon Xalino), Bana (kusin till Eddy Moreno), Luis Morais och Manuel D'Novas.
1950- och 1960-talet och turnerade Moreno i Portugal tillsammans med sin syster Djuta Silva. Han uppträdde också i olika sammanhang tillsammans med den portugisiske artisten Tony de Matos och den afrikanske artisten Black Daisy, båda två stora stjärnor i Portugal vid den tiden.
Eddy Moreno avled strax efter lanseringen av Nos Festa år 1983 i Paris där han bodde med sin familj.

## Diskografi

### Album
| År   | Album     | Kompositörer              | Antal låtar |
| ---- | --------- | ------------------------- | ----------- |
| 1981 | Nos Festa | Eddy Moreno & Djuta Silva | 8           |

### Nos Festa
| Låtnummer | Låttitel      |
| --------- | ------------- |
| 1         | Arriola       |
| 2         | Temp d'guerra |
| 3         | Morininha     |
| 4         | Solo Beleza   |
| 5         | Nha Terra     |
| 6         | Grandeza      |
| 7         | Manuela       |
| 8         | Sanjon        |

### Singel
| År   | Låtnamn  |
| ---- | -------- |
| 1962 | Grandeza |